# 2К5 «Коршун»
2К5 «Коршун» (індекс ГРАУ — 2К5) — радянський тактичний ракетний комплекс з одноступеневою рідинною (гас і азотна кислота) некерованою ракетою ЗР7 масою 455 кілограмів.
Пускова установка — на шасі КрАЗ-214. Маса — 18 тонн. Максимальна швидкість — 55 км/год.

## Історія розробки
2К5 «Коршун» з некерованою ракетою на рідинному паливі ЗР7 призначалася для ураження цілей на відстані до 55 км потужними бойовими частинами масою 100 кг. Багаторазове збільшення маси бойової частини й дальності стрільби навіть при використанні рідкого палива з високим рівнем енергії, що виділяється, визначило майже дворазове збільшення маси «Коршуна» в порівнянні з аналогічним йому МД-20.
Великий досвід створення зенітних некерованих ракет, об'єднання розробки ракети та двигуна в одному колективі організацій ОКБ-3 НДІ-88 дозволили швидко завершити етап наземного відпрацювання та з середини 1950-х років перейти до практичних випробувань, які пройшли успішно та підтвердили досягнення заданих характеристик комплексу. Було випущено невелику серію 2К5, що з 1957 року демонструвалися на парадах 9 травня.

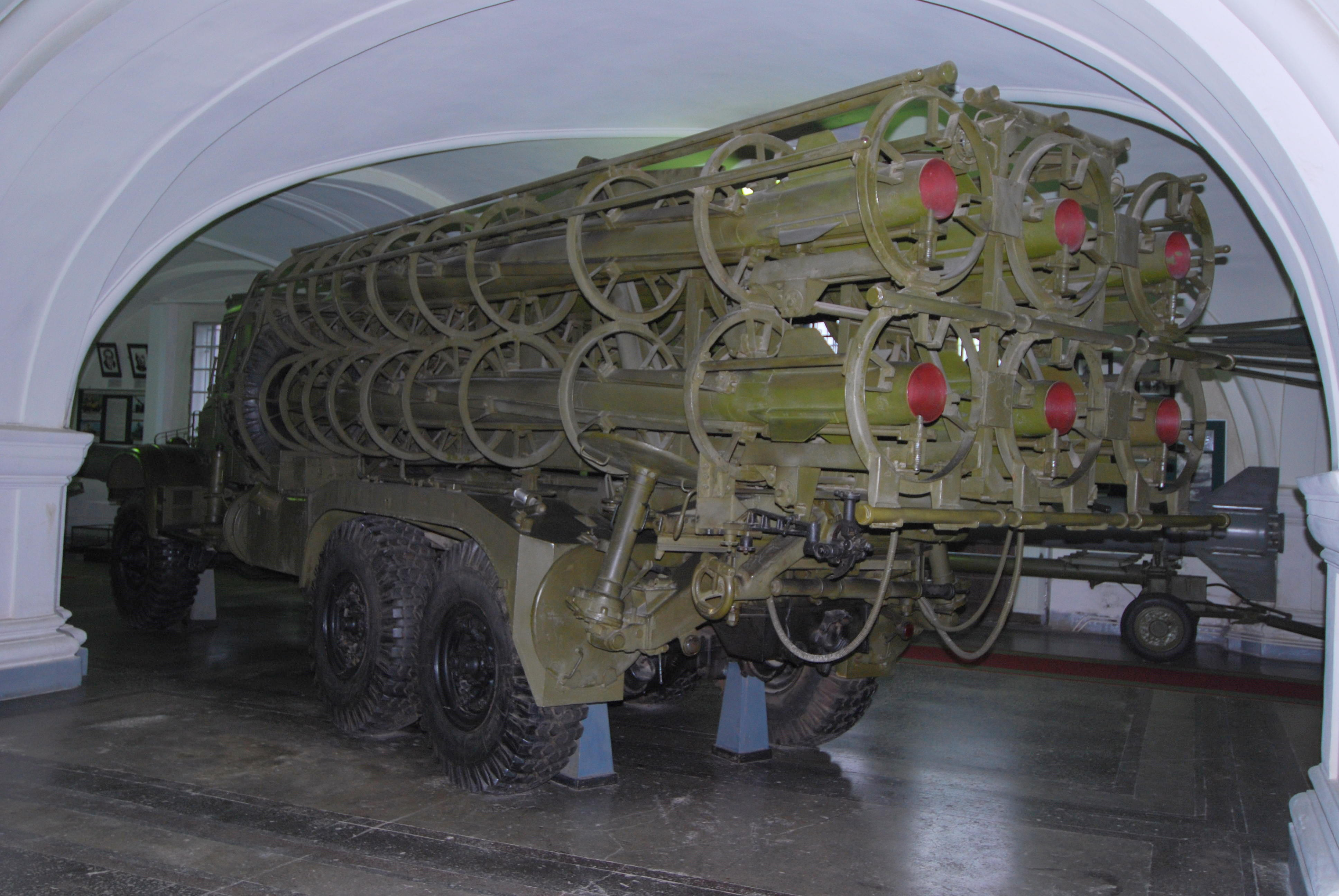
Корма 2К5 «Коршун»

При розміщенні бойової машини «Коршуна» на залповому вогні, що став вже типовим для систем, у післявоєнні часи на шасі ЗіС-151 або його модифікаціях установка не змогла нести понад два реактивні снаряди ЗР7 масою по 385 кг. Більш сприятливі перспективи відкривалися при використанні шасі з підвищеною прохідністю ЯАЗ-214, що має три осі коліс та розроблений на початку 1950-х років. Після переведення виробництва цього автомобіля з ЯАЗу на КрАЗ, його найменування змінили на КрАЗ-214. Бойова машина системи «Коршун» 2П5 при масі 18,14 тонни могла розвивати швидкість по шосе 55 км/год, запас ходу становив 530 км. Пакет для розміщення шести реактивних снарядів на спіральних напрямних міг виводитись на кут піднесення до 52 градусів. Горизонтальне наведення здійснювалось у межах кута 6 градусів. Артилерійська частина установки створювалася в Ленінграді в ЦКБ-34 під позначенням СМ-55.